# 柴島神社

柴島神社の神紋。

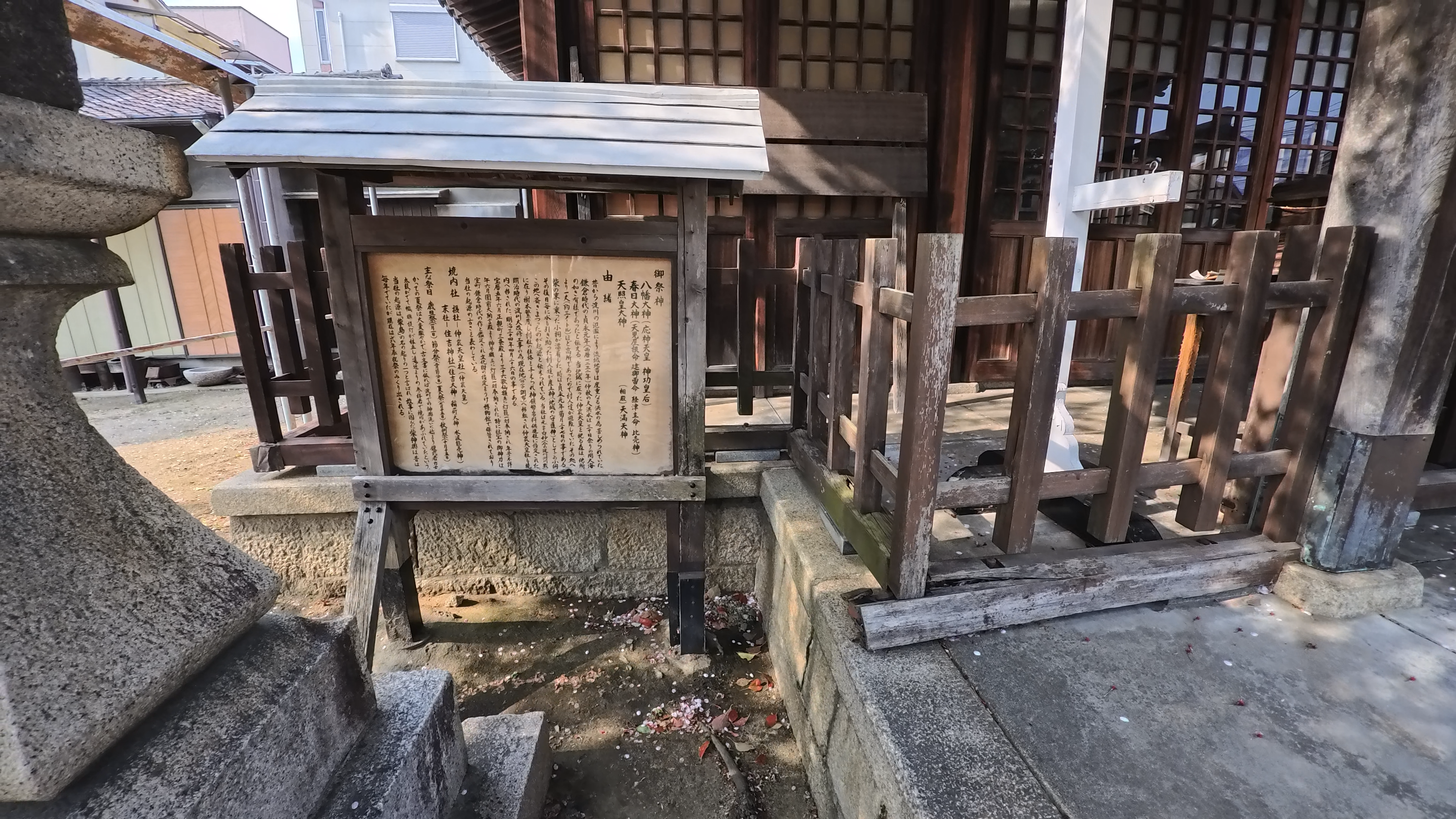
柴島神社の御由緒

柴島神社（くにじまじんじゃ）は、大阪市東淀川区柴島3丁目にある神社。旧・村社。神紋は橘。

## 祭神
- 八幡大神
- 天照皇大神
- 春日大神

## 由緒
社伝によると、貞永元年（1232年）9月の大洪水時に、「仲哀天皇の森」という名の高地に避難していた村人のところに、柴に乗った小祠が流れ着き、まもなく水が引き救われたため、以後、産土神として奉祀したのが起源という。
村社の社格を与えられ、神饌幣帛料供進社に指定されていたところ、1901年（明治34年）4月淀川大改修工事のため、仲哀天皇社とともに現在地に移された。

## 境内社

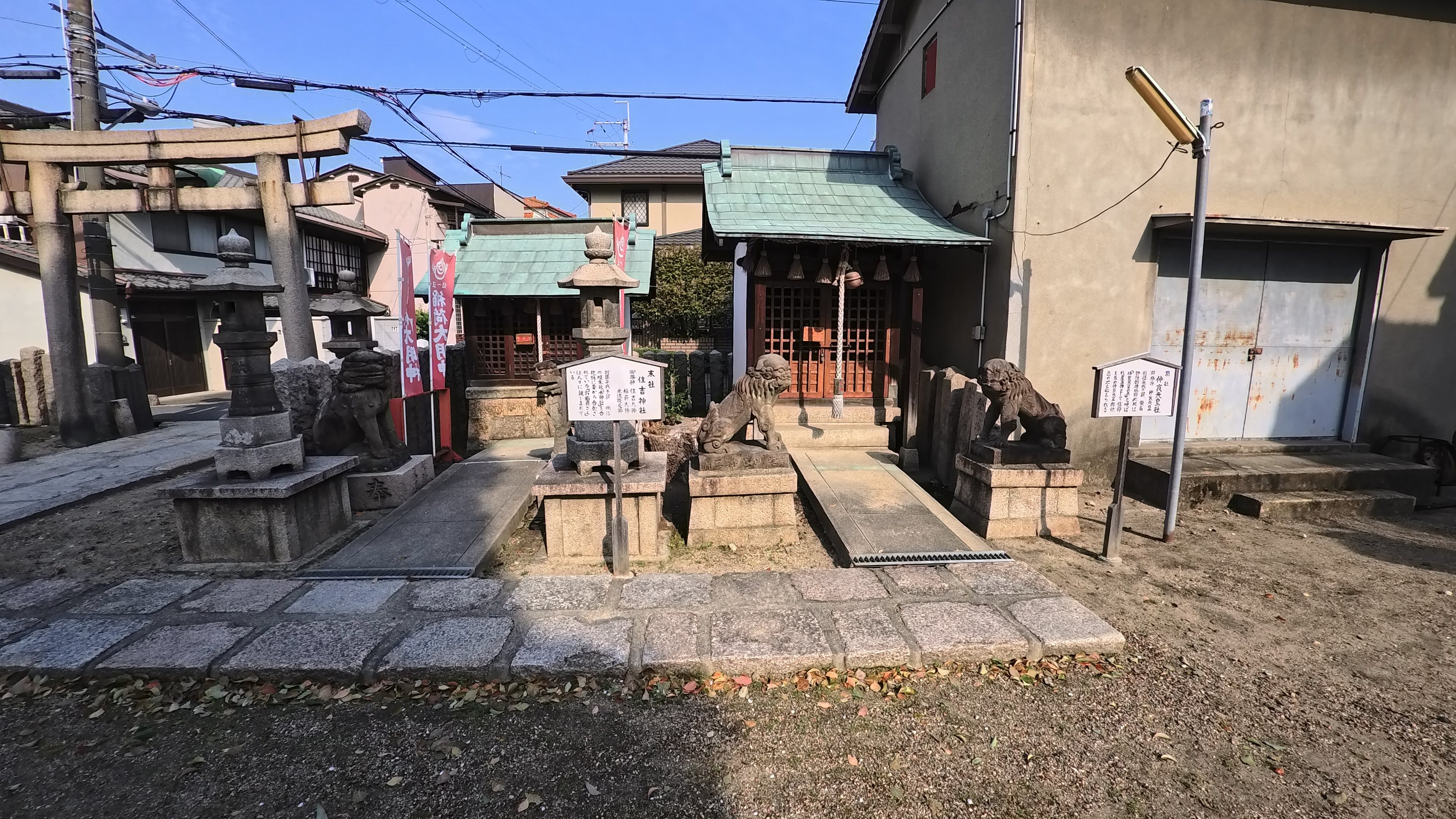
左：末社「住吉神社」　右：摂社「仲哀天皇社」

- 摂社
  - 仲哀天皇社 - 仲哀天皇が熊襲追討のため長門国の穴門（あなと 山口県豊浦郡）へ船旅する途中、この地に逗留して日和待をしたが、村人たちが新鮮な野菜を献上したところ、大変喜び、自らの木造を刻み、残したのが起源と伝えられる。
- 末社
  - 住吉神社 - 住吉大神・稲荷大神・水波能売神（みずはのめかみ）を祀る。明治時代末期に末社「水神社」を合祀。水波能売神は、井戸水の神で、淀川の水害から守り、飲料水や晒業（江戸時代、当地は柴島晒（くにじまさらし）が盛んであった）の守護神であり、「柴島の水神さん」の名で親しまれていた。